# Smooth (산타나의 노래)
〈Smooth〉는 라틴 록 밴드 산타나와 매치박스 트웬티의 보컬리스트 롭 토머스의 합작품이다. 이 노래는 이타알 슈르와 토머스가 작사/작곡하였고, 맷 설레틱이 프로듀싱했고 토마스가 불렀다. 미국에서는 빌보드 핫 100에서 12주 동안 1위를 차지했는데, 1990년대와 20세기의 마지막 1위 히트곡이자 2000년대와 21세기의 첫 1위 히트곡이었다. 〈Smooth〉는 빌보드 차트에 20년 만에 등장한 유일한 노래이다. 2018년 기준으로, 〈Smooth〉는 《빌보드》 역사상 두 번째로 가장 성공적인 곡으로 선정되었고, 세 개의 그래미 어워드를 수상했다. 올해의 레코드, 올해의 노래, 그리고 보컬과 함께 한 최고의 팝 컬래버레이션이다. 전 세계적으로, 이 노래는 캐나다에서 1위에 올랐고 호주, 오스트리아, 아일랜드, 영국에서 10위 안에 들었다.

## 개념 및 배경
〈Smooth〉는 원래 슈르에 의해 〈Room 17〉이라는 곡으로 생각되었다. 가사는 벗겨지고 트랙은 토머스에게 주어졌는데, 토머스는 가사와 멜로디를 다시 쓰고 〈Smooth〉라는 제목을 다시 붙이고, 그 노래를 산타나를 위해 연주하기 위한 데모곡으로 녹음했다. 그 노래를 들은 후, 산타나는 토마스에게 마지막 버전을 녹음하게 하기로 결심했다. 이 곡은 매치박스 트웬티의 데뷔 음반 《Yourself or Someone Like You》를 프로듀싱한 맷 설레틱이 프로듀싱했고, 산타나의 음반 《Supernatural》에서 발매되었다. 토머스는 원래 조지 마이클을 염두에 두고 이 노래를 불렀다.

## 차트 성적
6월 1일까지, 〈Smooth〉는 공식 발매 전에 일부 라디오 방송국에 의해 유출되어 재생되었다. 이 싱글은 1999년 10월 23일부터 빌보드 핫 100에서 12주 연속 1위를 하면서 차트 1위를 차지하였다. 이 곡은 카를로스 산타나의 장기간의 활동 중 첫 번째 차트 1위 곡으로, 1971년 4위로 정점을 찍은 산타나의 이전 최대 히트곡인 〈Black Magic Woman〉보다 더 높이 올랐다. 〈Smooth〉는 빌보드 핫 100에서 30주 동안 상위 10위 안에 머물렀다.
영국에서, 〈Smooth〉는 1999년 10월 영국 싱글 차트에서 처음으로 75위에 올랐다. 2000년 3월 완전 발매 후 3위로 정점을 찍고 8주 동안 상위 40위 안에 들었다. 이 노래는 또한 2000년 3월 아일랜드 싱글 차트에서 10주 동안 3위로 정점을 찍었다. 이 곡은 영국과 아일랜드에서 산타나의 최고 차트 싱글로 남아 있다. 이 노래는 또한 일주일 동안 캐나다에서 1위, 호주에서는 4위, 오스트리아에서는 9위로 정점을 찍었다. 그것은 벨기에, 핀란드, 프랑스, 독일, 네덜란드, 뉴질랜드, 스위스 등 7개국에서 상위 40위 안에 들었다.

## 인증
| 국가                                                                                         | 인증        | 판매량/출하량 |
| -------------------------------------------------------------------------------------------- | ----------- | ------------- |
| 오스트레일리아 (ARIA)                                                                        | 2× 플래티넘 | 140,000^      |
| 영국 (BPI)                                                                                   | 골드        | 400,000       |
| 미국 (RIAA) (physical)                                                                       | 플래티넘    | 1,200,000     |
| 미국 (RIAA) (digital)                                                                        | 골드        | 500,000*      |
| *판매량을 기반으로 한 인증 · ^출하량을 기반으로 한 인증 · 판매량+스트리밍을 기반으로 한 인증 |             |               |